# PBAトーナメント・オブ・チャンピオンズ
PBAトーナメント・オブ・チャンピオンズ（PBA Tournament of Champions）は、アメリカのプロボウリング「PBAツアー」の4大メジャートーナメント（公式戦）の1つ。ファイアストン社（Firestone Tire and Rubber Company）が冠スポンサーとなり、破格の賞金を争うPBAツアー第2のメジャートーナメントとして、1965年に創設された。当時の優勝賞金は、通常のトーナメントが5,000ドル程度、もう1つのメジャートーナメントであるPBA全米選手権が10,000ドルであったのに対し、25,000ドルであった。なお、2009年の優勝賞金は50,000ドルで、全米オープンの100,000ドルよりも低い。

## 特徴
大会名のとおり、優勝経験者しか出場することができない。2001年のツアー改革により2002年大会から、直近の優勝者32人（PBAツアー28人、シニアメジャー2人、リージョナルメジャー2人）のみが出場し、いきなりアリーナでのマッチプレーからスタートする独自のフォーマットとなっていたが、2008年大会からかつての名ボウラーを中心に出場者を拡大することになり、フォーマットが2000年以前のものに戻された。また、オイルコンディションもベテランに配慮し、ピン側のオイルを減らしたものに変更された。
【2009年大会出場資格者】
①未勝利者を除くPBAツアーシード選手
②2008年PBAリージョナルメジャー2大会優勝者
③2008年PBAシニアメジャー2大会優勝者
④今大会の歴代優勝者
⑤PBA殿堂表彰者（Hall of Famer）
⑥PBAツアーノーシード選手の直近優勝者

## 優勝までのゲーム数（2009年大会）
最高51G＝予選24G＋マッチプレー（ラウンドロビン）24G＋TV決勝（ステップラダー）3G
最低49G＝予選24G＋マッチプレー24G＋TV決勝1G

## 歴代優勝者
1965年：Billy Hardwick
1966年：Wayne Zahn
1967年：Jim Stefanich
1968年：Dave Davis（1勝目）
1969年：Jim Godman（1勝目）
1970年：Don Johnson
1971年：Johnny Petraglia
1972年：Mike Durbin（1勝目）
1973年：Jim Godman（2勝目）
1974年：Earl Anthony（1勝目）
1975年：Dave Davis（2勝目）
1976年：Marshall Holman（1勝目）
1977年：Mike Berlin
1978年：Earl Anthony（2勝目）
1979年：George Pappas
1980年：Wayne Webb
1981年：Steve Cook
1982年：Mike Durbin（2勝目）
1983年：Joe Berardi
1984年：Mike Durbin（3勝目）
1985年：Mark Williams（1勝目）
1986年：Marshall Holman（2勝目）
1987年：Pete Weber
1988年：Mark Williams（2勝目）
1989年：Del Ballard Jr.
1990年：Dave Ferraro
1991年：David Ozio
1992年：Marc McDowell
1993年：George Branham III
1994年：Norm Duke
1995年：Mike Aulby
1996年：Dave D'Entremont
1997年：John Gant
1998年：Bryan Goebel
1999年：Jason Couch（1勝目）
2000年：Jason Couch（2勝目）
2002年（PBAツアー02-03シーズン）：Jason Couch（3勝目）
2003年（PBAツアー03-04シーズン）：Patrick Healey Jr.
2005年（PBAツアー04-05シーズン）：Steve Jaros
2006年（PBAツアー05-06シーズン）：Chris Barnes
2007年（PBAツアー06-07シーズン）：Tommy Jones
2008年（PBAツアー07-08シーズン）：Michael Haugen Jr.
2009年（PBAツアー08-09シーズン）：Patrick Allen
2010年 : Kelly Kulick
2011年 : Mika Koivuniemi
2012年 : Sean Rash
2013年 : Pete Weber
2014年 : Jason Belmonte（1勝目）
2015年 : Jasnn Belmonte（2勝目）